# Cedd
Cedd, także Cedda (ur. ok. 620 w Nortumbrii, zm. 26 października 664 w Lastingham) – średniowieczny anglosaski mnich benedyktyński i biskup Nortumbrii. Był misjonarzem, ewangelizował mieszkańców państw heptarchii anglosaskiej. Brał udział w synodzie w Whitby, który został zwołany w celu pogodzenia kościołów rzymskiego i iroszkockiego. Jest czczony jako święty w Kościele anglikańskim, katolickim i prawosławnym.

## Pochodzenie
Cedd urodził się w szlacheckiej rodzinie w królestwie Northumbrii, a wychował w klasztorze na wyspie Lindisfarne. Był jednym z czterech braci wybranych przez św. króla Oswalda i wysłanych na nauki do św. Aidana z klasztoru na wyspie Iona, który miał ich wykształcić na przyszłych mnichów i misjonarzy. Wszyscy bracia wstąpili do stanu kapłańskiego, dwóch z nich otrzymało godność biskupa i zostało ogłoszonych świętymi:
- Cedd – biskup Northumbrii, ewangelizator Essex, kanonizowany;
- Chad (Ceadda) – biskup Northumbrii, misjonarz w Mercji, kanonizowany;
- Cynibal – kapłan, dokończył rozpoczęte przez Cedda dzieło i wybudował klasztor Lastingham, uznany za świętego[9];
- Celin – kapłan na dworze Ethelwalda, inicjator przekazania ziemi na rzecz klasztoru Lastingham.

Cedd prawdopodobnie był najstarszym z braci, gdyż zajmował najwyższe z nich stanowisko. Po jego śmierci zastąpił go Chad.
Według Bedy światopogląd Cedda został ukształtowany przez św. Aidana i jego następcę na stanowisku opata Lindisfarne, Finana. Wynika z tego, że był wychowany w celtyjskich tradycjach liturgicznych, co potwierdziło się na synodzie w Whitby.

## Działalność misyjna i biskupia
W 653 król Oswiu wysłał Cedda wraz z trzema innymi kapłanami z misją szerzenia chrześcijaństwa wśród Anglów zamieszkałych w Mercji, w dolinie rzeki Trent. Stało się to po ślubie córki Oswiu Alchflaed z Paedą, władcą Anglów. Chrystianizacja Anglów była warunkiem zgody Oswiu na to małżeństwo a zarazem na sojusz między obydwoma królestwami. Misja Cedda została przyjęta życzliwie, ale dopiero jego brat Chad zakończył chrystianizację Mercji sukcesem.
Następnie Cedd został odwołany z misji w Mercji i wysłany przez biskupa Finana do Essex na prośbę tamtejszego władcy Sigeberhta, który pragnął, by wszyscy jego poddani przyjęli chrzest i wyrzekli się wierzeń pogańskich. Inicjatorem tej misji był według Bedy król Oswiu, więc można wysnuć wniosek, że Cedd był również emisariuszem northumbryjskiego władcy, który poprzez chrystianizację chciał wzmocnić wpływy Northumbrii w Essex.
Cedd tak skutecznie wywiązał się ze swej powinności, że w nagrodę został przez Finana wyświęcony na biskupa Essex ok. 654 roku. Został drugim (po Mellitusie) biskupem Londynu, czyniąc to miasto siedzibą podległej mu diecezji (Beda nigdy nie wymienia tego tytułu, ale późniejsi kronikarze Florence of Worcester i Wilhelm z Malmesbury liczą go jako drugiego biskupa Londynu). Zaraz po powrocie z Lindisfarne, gdzie urzędował Finan, Cedd założył dwie wspólnoty – w Tilaburgu (obecnie East Tilbury) oraz w Ithancester (obecnie Bradwell-on-Sea). Z tego ostatniego kierował dalszą chrystianizacja Essex.
Beda przytacza historię śmierci króla Sigeberhta, który miał zostać zamordowany przez dwóch krewniaków, ekskomunikowanych przez Cedda, którzy mieli władcy za złe zbytnie sprzyjanie nowej religii i pobłażliwość dla wrogów. Cedd miał zakazać królowi kontaktów z krewniakami, a gdy ten zakaz złamał, przepowiedział, że umrze za swoje nieposłuszeństwo w ich domu. Tak też się stało.
Śmierć Sigeberhta utrudniła Ceddowi pracę misyjną. Pogański zabójca króla Swithelm sam został władcą, co zmusiło Cedda do ucieczki z Londynu i schronienia się na dworze Ethewalda w Rendlesham. W końcu jednak Swithelm zdecydował się przyjąć chrzest i nową wiarę. Prawdopodobnie przyczyniła się do tej decyzji nie perswazja biskupa, a pragmatyzm, który nakazał mu szukanie możnego protektora. Wybór padł na Ethelwalda, króla Wschodnich Anglów. Cedd udzielił mu chrztu w domu Ethelwalda, który jednocześnie został jego ojcem chrzestnym.
W tym czasie Celin (brat Cedda) wystarał się na dworze króla Deiry Ethelwalda o znaczną darowiznę ziemi dla nowego klasztoru. Cedd otrzymał nadanie i zobowiązał się pościć przez 40 dni, by oczyścić teren pod klasztor z dotychczasowych grzechów. Został jednak pilnie wezwany na dwór i jego dzieło po 30 dniach przejął Cynibal. Cedd otrzymał jednak stanowisko opata w nowo powstałej formacji i zajmował je aż do śmierci, mimo iż cały czas wykonywał swą pracę misyjną, co wiązało się z koniecznością pobytu poza klasztorem.
W 664 roku w opactwie Whitby został zwołany synod biskupi, którego misją było rozwiązanie sporu pomiędzy kościołem celtyckim i łacińskim. Kością niezgody był m.in. sposób obliczania daty Wielkanocy, kształt tonsury czy też koedukacyjne zakony u iroszkotów. Cedd również znalazł się wśród zaproszonych na synod. Wychowany był w tradycji iroszkockiej i takiej też bronił. Obrady synodu były znacznie utrudnione przez wzajemne niezrozumienie wśród biskupów posługujących się różnymi językami. Cedd został tłumaczem, z racji swej znajomości języków oraz zaufania, jakim cieszył się u króla Oswiu. Kiedy Oswiu zdecydował, że kościół iroszkocki powinien się podporządkować rzymskiemu, Cedd posłusznie porzucił celtyckie praktyki i przyjął rzymski sposób wyznaczania daty Wielkanocy.
Cedd powrócił do Northumbrii i swej pracy w klasztorze Lastingham. Zmarł tam 26 października 664 roku wskutek dżumy. Początkowo jego szczątki pochowano w zwykłym grobie na cmentarzu w Lastingham, a następnie dokonano translacji tj. przeniesiono do nowo wybudowanego kościoła, gdzie umieszczono je obok ołtarza. Nowym opatem Lastingham został Chad, a nowym biskupem Londynu i Essex – biskup Jaruman.
Dniem wspomnienia świętego Cedda jest 7 stycznia. Cedd jest patronem m.in. szkoły w Chelmsford, parafii w Goodmayes, parafii w Dagenham, kolegium na Uniwersytecie Cambridge oraz jednym z patronów katedry w Chelmsford.